# 1222 Тина
1222 Тина (енгл. 1222 Tina) је астероид главног астероидног појаса са пречником од приближно 20,84 .
Афел астероида је на удаљености од 3,485 астрономских јединица (АЈ) од Сунца, а перихел на 2,104 АЈ.
Ексцентрицитет орбите износи 0,247, инклинација (нагиб) орбите у односу на раван еклиптике 19,653 степени, а орбитални период износи 1706,653 дана (4,672 године).
Апсолутна магнитуда астероида је 10,30 а геометријски албедо 0,308.
Астероид је откривен 11. јуна 1932. године.